# 구니에다 신고
구니에다 신고(일본어: 国枝 慎吾, 1984년 2월 21일~)는 일본의 휠체어 테니스 선수이다. 2005년에 데뷔하여 2023년에 은퇴할 때까지 패럴림픽에서 금메달 4개를 획득했고 그랜드 슬램 단식 타이틀 28개를 포함하여 단식 타이틀 50개를 획득하면서 역대 최고의 휠체어 테니스 선수로 평가받고 있다. 2023년 3월 3일에는 일본 정부로부터 국민영예상을 받았다.

## 수상
- 자수포장(2021)
- 국민영예상(2023)